# Bovillae
Bovillae - starożytne miasteczko w Lacjum przy via Appia, położone około 10 mil od Rzymu. W roku 52 p.n.e. zginął tam Klodiusz w potyczce z bandami Milona.